# NGC 732
NGC 732 é uma galáxia lenticular (S0) localizada na direcção da constelação de Andromeda. Possui uma declinação de +36° 48' 08" e uma ascensão recta de 1 horas, 56 minutos e 27,7 segundos.
A galáxia NGC 732 foi descoberta em 5 de Dezembro de 1883 por Édouard Jean-Marie Stephan.